# Катехит
Катехит, також катехіт — вчитель, котрий викладає катехізис. Катехит — це сформована, належно підготовлена та послана Богом особистість[джерело?].
Відомі катехити:
- Ґерстманн Адам (1873—1940) — польський римо-католицький священник, доктор богослов'я, професор і ректор Львівського університету (1927—1928 і 1932—1933).
- Стефанович Олександр (1847—1933) — Катехит дівочої учительської семінарії у Львові.